# Саут-Фултон (Теннессі)
Саут-Фултон (англ. South Fulton) — місто (англ. city) в США, в окрузі Обіон штату Теннессі. Населення — 2245 осіб (2020).

## Географія
Саут-Фултон розташований за координатами 36°29′36″ пн. ш. 88°53′1″ зх. д. / 36.49333° пн. ш. 88.88361° зх. д. (36.493334, -88.883657).  За даними Бюро перепису населення США в 2010 році місто мало площу 8,55 км², з яких 8,55 км² — суходіл та 0,00 км² — водойми.

## Демографія
Згідно з переписом 2010 року, у місті мешкали 2354 особи в 1026 домогосподарствах у складі 644 родин. Густота населення становила 275 осіб/км².  Було 1186 помешкань (139/км²).
Расовий склад населення:
| - 79,0 % — білих - 18,6 % — чорних або афроамериканців - 0,2 % — корінних американців - 0,2 % — азіатів |

До двох чи більше рас належало 1,1 %. Частка іспаномовних становила 0,8 % від усіх жителів.
За віковим діапазоном населення розподілялося таким чином: 23,8 % — особи молодші 18 років, 56,3 % — особи у віці 18—64 років, 19,9 % — особи у віці 65 років та старші. Медіана віку мешканця становила 41,2 року. На 100 осіб жіночої статі у місті припадало 83,9 чоловіків;  на 100 жінок у віці від 18 років та старших — 82,1 чоловіків також старших 18 років.
Середній дохід на одне домашнє господарство  становив 44 595 доларів США (медіана — 31 942), а середній дохід на одну сім'ю — 53 023 долари (медіана — 41 571). Медіана доходів становила 37 500 доларів для чоловіків та 24 961 долар для жінок. За межею бідності перебувало 26,7 % осіб, у тому числі 44,6 % дітей у віці до 18 років та 13,8 % осіб у віці 65 років та старших.
Цивільне працевлаштоване населення становило 999 осіб. Основні галузі зайнятості: освіта, охорона здоров'я та соціальна допомога — 23,1 %, виробництво — 18,7 %, роздрібна торгівля — 9,4 %, будівництво — 8,8 %.